# جونیپر هیلز (کالیفرنیا)
جونیپر هیلز (به انگلیسی: Juniper Hills) یک منطقهٔ مسکونی در ایالات متحده آمریکا است که در شهرستان لس‌آنجلس، کالیفرنیا واقع شده‌است. دیوید وودارد در اوایل 2000s عضو شورای شهر بود.